# ドラゴン・イン/新龍門客棧
『ドラゴン・イン/新龍門客棧』（原題：新龍門客棧、英題：Dragon Inn）は、1992年に公開された香港映画。1967年に公開された巨匠キン・フー監督の傑作『残酷ドラゴン 血斗竜門の宿』（龍門客棧）のリメイク。監督はレイモンド・リー、脚本にツイ・ハーク。出演はレオン・カーフェイ、ブリジット・リン、マギー・チャン。悪徳宦官役にはハリウッドでも活躍するドニー・イェンが演じている。物語の舞台は砂漠にたたずむ宿屋「龍門客棧」。ロケは敦煌で行われた。香港映画お得意のワイヤーアクションがふんだんに取り入れられており、剣士たちが空中を飛び回る。
1992年第29回金馬奨において最優秀武術指導賞を受賞した。

## ストーリー
明代、宮廷を牛耳る悪徳宦官ツァオ（ドニー・イェン）の陰謀によって、楊長官が処刑された。その遺児たちは首都南京からはるか彼方の辺境に流刑になるが、ツァオは子供たちの復讐を恐れて諜報組織「東廠」の刺客を追っ手に放つ。流刑者一行は、途中辺境の宿屋「龍門客棧」に立ち寄るが、そこには東廠が待ち伏せしていた。しかし、流刑者一行を守る剣士（ブリジット・リン、レオン・カーフェイ）が宿に到着。誰が敵か分からない中で、宿屋は一触即発の状態に。

## キャスト
※括弧内は日本語吹替
- チョウ・ワイオン - レオン・カーフェイ（松橋登）
- カム・シュンユク - マギー・チャン（小山茉美）
- ヤウ・モウイン - ブリジット・リン（幸田直子）
- 悪徳宦官ツァオ - ドニー・イェン（速水奨）
- 宿屋の給仕 - ユン・ブン（宝亀克寿）
- 盗賊 - ヤン・サイクーン（大山高男）
- 盗賊 - ユエン・チュンヤン（水野龍司）
- ツァオの家臣 - ラウ・シュン（糸博）
- ツァオの家臣 - ローレンス・ウン
- ツァオの家臣 - ホン・ヤンヤン（平田広明）
- 警備隊長 - チョイ・カムコン（笹岡繁蔵）

## スタッフ
- 監督 - レイモンド・リー
- 脚本 - ツイ・ハーク
- 撮影 - アーサー・ウォン、ビーナス・クァン、トム・ラウ
- 製作 - ツイ・ハーク
- 製作総指揮 - ン・シーユエン
- 美術監督 - ウィリアム・チャン
- 武術指導 - チン・シウトン、ユン・ブン、ユン・タク、チョウ・ウィン、ホン・ヤンヤン